# We Love Asere
We Love Asere es una compañía independiente de música latina, dance y electrónica dirigida actualmente por Juan Magán. Fue fundada con el nombre de Asere Music International en 2007 por Juan Magán y Marcos Rodríguez. Recientemente ha pasado a llamarse We Love Asere y a estar dirigida por Juan Magán y su equipo.
Esta compañía destaca por haber producido éxitos como Love is a Gamble, Love4pontona, Verano azul, Friday Night, Te gusta, Bailando por ahí, Ella no sigue modas, Rosa sin espinas, Chica deseada, Me vuelves loco, Sábado en la noche, Bésame en la boca, Cuento de amor o Motivate.

## Álbumes recopilatorios
El 2 de enero se lanzó el cuarto álbum de la compañía con los principales éxitos de We Love Asere y el género Electro latino y Dance, con éxitos como Te voy a esperar, Te pintaron pajaritos en el aire o Angelito sin alas consiguiendo colocarse en los puestos más altos de ventas.
2010: We Love Asere! Greatest Hits (Volume One)
2010: We Love Asere @ Miami 2010
2012: We Love Asere The Remixes
2013: Electro Latino, el Origen.

## Tours
Después de anunciarse el lanzamiento del disco Electro Latino, el Origen también se anunció que los principales artistas de la compañía realizarían un tour por España. Las principales citan fueron el 6 de abril de 2013 en el Palacio de Vistalegre en Madrid y en el Pabellón Olímpico de Badalona, en todas ellas agotaron las entradas.

## Artistas
| Nombre           | Cantante | Deejay | Productor |
| ---------------- | -------- | ------ | --------- |
| Juan Magán       | Sí       | Sí     | Sí        |
| Víctor Magán     | No       | Sí     | Sí        |
| Danny Romero     | Sí       | Sí     | Sí        |
| José de Rico     | Sí       | Sí     | Sí        |
| Josepo           | No       | Sí     | Sí        |
| Surrender DJs    | No       | Sí     | Sí        |
| Paolo Dumore     | No       | Sí     | Sí        |
| David Campoy     | No       | Sí     | Sí        |
| Alex Muguiro     | No       | Sí     | Sí        |
| Salgado          | No       | Sí     | Sí        |
| Cosmik           | Sí       | Sí     | Sí        |
| Alex Aviño       | No       | Sí     | Sí        |
| DCS              | Sí       | No     | No        |
| Crítika & Sáik   | Sí       | No     | No        |
| CHK              | Sí       | No     | No        |
| Lion & Love      | Sí       | No     | No        |
| 4n1              | Sí       | No     | Sí        |
| Austin           | Sí       | No     | Sí        |
| Mike Manfredo    | Sí       | No     | No        |
| Adrián Rodríguez | Sí       | No     | No        |
| Dary & Joel      | Sí       | No     | No        |
| Buxxi            | Sí       | No     | Sí        |
| Yandar & Yostin  | Sí       | No     | No        |
| Fuego            | Sí       | No     | No        |
| Jaymar           | Sí       | No     | No        |
| Jota Martin      | Sí       | No     | No        |
| Aridian          | Sí       | No     | No        |
| Krisha           | Sí       | No     | No        |
| Andrew           | No       | Sí     | Sí        |
| Envi             | Sí       | No     | No        |